# Синий цвет
Синий (#004DFF)
Синий, индиго(#4B00FF)
Синий (#0000FF)
Си́ний — наименование группы цветов. 
Спектральный синий цвет ощущается человеком под действием электромагнитного излучения с длинами волн в диапазоне 440—485 нм (иногда диапазон указывают шире — 420—490 нм). Один из основных цветов в системе КЗС (RGB).

## Природныекрасители,пигментыи другие эталоны
Цвет неба кажется синим вследствие рэлеевского рассеивания солнечного света. Вода в толстом слое кажется синей из-за наличия в её спектре поглощения полосы с максимумом, расположенным около 750 нм. В то же время тяжёлая вода бесцветна, поскольку максимум аналогичной полосы поглощения сдвинут в длинноволновую сторону и находится вблизи 950 нм.

### Растения и животные
- Василёк синий (лат. Centauréa cyánus)
- Голубая сиалия
- Блестящий расписной малюр
- Гиацинтовый ара

### Минералы
- Азурит
- Лазурит (в переводе с персидского: синий камень)[6]
- Медный купорос
- Сапфир

### Красители
- Азур
- Азурит
- Берлинская лазурь
- Индиго
- Кобальтовый синий
- Ляпис-лазурь
- Ультрамарин
- Фталоцианин меди
- Вайда красильная (лат. Ísatis tinctória)

### Другие природные эталоны
- Эмиссионный спектр ионов меди

### Синиепищевые красители
- Индигокармин (E132)

## Названия оттенков
- Бирюзовый — от светло-зелёного с голубизной до голубовато-синего; цвет минералов бирюза и хризоколла.
- Вайдовый — синий. Вайда красильная — растение, листья которого дают тёмно-синюю окраску. Вайда использовалась вместо индиго[7][8].
- Васильковый — ярко-синий[9], насыщенно-голубой, цвет васильков.
- Голубой — светло-синий.
- Индиго (кубовый) — тёмно-синий c оттенком фиолетового.
- Кобальтовый — насыщенный (глубокий) тёмно-синий[9][10].
- Королевский — ярко-синий, насыщенная лазурь.
- Лабрадоровый — цвет лабрадора, полевого шпата с красивым синим отливом[11].
- Лазурный — оттенок голубого цвета[9].
- Лунный — бледно-синеватый.
- Маренго — тёмно-серо-синий, цвет тёмной морской волны.
- Моревый, морской — цвета моря.
- Парижская синь — ярко-синий.
- Персидская синь — темно-бледно-синий, по персидским коврам и отделке интерьеров.
- Таусинный — тёмно-синий. От слова «павлин». Есть варианты: тагашинный, тагашовый. Тусинная пестрядь — ткань на крестьянские рубашки, основа синяя, уток красный или бурый, бумажный[11].
- Тёмно-бирюзовый — тёмный сине-зелёный, тёмный бирюзовый.
- Ультрамариновый — ярко-синий[9]
- Фиолетовый — синий с красноватым оттенком[9].
- Шмальтовый — от названия краски, которую делали из толчёного синего стекла (смальты)[12].
- Морской волны — сине-зелёный.
- Электрик — голубой, синий с серым отливом[9].

## В культуре
Традиционно синий цвет ассоциировался с морем (ср. ультрамарин, от лат. marinus «морской»):
Жил старик со своею старухой у самого синего моря.Пушкин А. С., «Сказка о рыбаке и рыбке», 1833
Также в русском языке синий может ассоциироваться с холодом и далью. Отсюда связь синего с инеем, ночным небом, звёздами и даже ночью (Взвейтесь кострами, синие ночи, 1922).
Синий синий иней лёг на провода,
В небе тёмно-синем синяя звезда.ВИА «Поющие гитары», 1969
Ю. М. Лотман утверждал, что в древнерусском языке синий мог быть синонимом как чёрного, так и багрово-красного.
Лермонтов полагал, что горы Кавказа также имеют синий оттенок.
Символичен синий в творчестве Сергея Есенина: «синь», «синий» буквально пронзает его произведения о России:
Гой ты, Русь, моя родная,
Хаты — в ризах образа…
Не видать конца и края —
Только синь сосёт глаза.Сергей Есенин, «Гой ты, Русь, моя родная», 1914
Синий май. Заревая теплынь.
Не прозвякнет кольцо у калитки.
Липким запахом веет полынь.
Спит черёмуха в белой накидке.Сергей Есенин, «Синий май. Заревая теплынь…», 1925
Даниил Андреев в «Розе мира» (1958) называет синий цвет символом «Мировой Женственности», которая особым образом выражается в католицизме (культ девы Марии).
Автор Владимир Мигуля в популярном шлягере «Трава у дома» (1983) называет космос «ледяной синевой».
В русском языке от синего цвета производны слова для обозначения предметов и явлений, которые ныне с синим цветом не ассоциируются: синица (в её оперении присутствуют чёрный, жёлтый и белый цвета) или синяк (в диапазоне от лилово-красного до жёлто-зелёного).
В детской литературе синий стал легко запоминающимся символом знаменитого стихотворения Агнии Барто:
Синенькая юбочка,
Ленточка в косе.
Кто не знает Любочку?
Любу знают все.Агния Барто, «Любочка»
Национальным цветом Италии является так называемый савойский синий.

## В речи, выражения
- Синенькая — бытовое название русских бумажных денег достоинством 5 рублей; имели синеватый цвет.
  - Синюха — то же, что и синенькая: денежный знак в императорской России достоинством 5 рублей.
- Синетный — окрашенный в синюю краску.
- Синеются — являться синим. Всё полнее синеет от васильков. Горы издали синеются.
- Синьки — васильки.
- Синенькие — баклажаны.
- Синявый — с синим отливом.
- Синие воротнички — промышленные рабочие.
  - Синеблузые — новояз В. В. Маяковского; обращение к рабочему классу в «Левом марше».
- Синий вагон — железнодорожный вагон 1-го класса в царской России. Был синего цвета:

Вагоны шли привычной линией,
Подрагивали и скрипели;
Молчали жёлтые и синие;
В зелёных плакали и пели.
Александр Блок. «На железной дороге», 1910
- Синим-синёшенек, синёхонёк со двора пришёл — сильно замёрзший человек.
- Синя-пороха во рту не было — натощак.
- Синь порох — самая малость, мельчайшая частичка; «порох» в данном контексте — мелкая пыль, а цвет «синий» значит «тёмный».
- Синий чулок — насмешливое прозвище дам педантных, лишённых женственности:

Что хорошего быть синим чулком. Синий чулок… Чёрт знает что! Не женщина и не мужчина, а так серёдка на половине, ни то, ни сё.
А. П. Чехов. «Розовый чулок», 1886
- Синька — жаргонное название крепких алкогольных напитков;
  - синий — человек в состоянии тяжёлого алкогольного опьянения.

## Призыв к осторожности
- Синий цвет на железнодорожных светофорах запрещает маневрирующему составу производство манёвров. Для поезда, следующего по станции без манёвров, синий огонь маневрового светофора сигнального значения не имеет.

## Психология восприятия
Ряд экспериментов показал, что использование фонарей синего цвета приводит к снижению уровня преступности. Так, в японском городе Нара установили синие фонари в наиболее криминогенных районах города и на железнодорожной станции. В результате уровень преступности в этих районах снизился на 9 %, а на железнодорожной станции за два года не было ни одного самоубийства.

## Синий оттенок других цветов
В русском языке для обозначения цветов, в которых в различной степени присутствует синий оттенок, используются сложные слова с первой составной частью иссиня-:235, сине-, синевато-. Например, иссиня-чёрный, сине-фиолетовый:385.

## Синяя краска
«Королевский цвет». Синие природные красители принадлежат к наиболее редким, поэтому они особенно высоко ценились. Практически единственным природным минеральным синим пигментом была ляпис-лазурь, растительным — Индигофера красильная из Индии, а драгоценным камнем — сапфир. В Средние века был синтезирован ультрамарин, а из Америки привезено дешёвое натуральное индиго из Indigofera suffruticosa. Только в конце XIX века, после появления анилиновых красителей, живописная палитра обогатилась несколькими синими красителями, однако большинство из них были мало устойчивы к выцветанию. Один из анилиновых красителей — фуксин, который давал синевато-красный оттенок.

## Символика
- В христианстве (иконопись) синий цвет символизирует духовность[19] и Богоматерь[20]. Также синим изображается гиматий Иисуса Христа, что выражает его божественность и мудрость[21]. Синий цвет — символ тайны, Святого Духа. Присутствует в большинстве икон. Синий в иконе часто сочетается с красным. Вместе они составляют единство противоположностей и символизируют милость, истину, красоту, земное и небесное[22].
- В лютеранстве синий цвет считается литургическим цветом адвента[23].
- В исламе синий цвет — это цвет мистического созерцания[24]. Ср. Синий Коран.
- В иудаизме синий цвет был представлен в ритуальном облачении Талит.
- В буддийской живописи синий цвет связан с востоком. Синим изображается будда Акшобхья[25].
- В индуизме синий цвет — это цвет Кришны[26].
- Традиционное иносказательное название Монголии — «страна синего неба» (монг. хөх тэнгэрийн орон).
- В древнем Египте синий использовался для обозначения правды.
- Синий — цвет Зевса (Юпитера).
- «Синий платочек» — песня времён Великой Отечественной войны.
- Синий воротничок — атрибут рабочего в противовес белому воротничку.
- Синий цвет присутствует в составе различных государственных флагов: Великобритании, Израиля, Нидерландов, России, США, Франции, Швеции и т. д.
- Африканскую народность туарегов называют «синими людьми»[27].
- 6 августа 1693 года, во время плавания Петра I на 12-пушечной яхте «Святой Пётр» в Белом море с отрядом военных кораблей, построенных в Архангельске, был поднят в качестве штандарта так называемый «Флаг царя Московского» — полотнище, состоящее из трёх горизонтальных полос белого, синего и красного цветов, с золотым двуглавым орлом посередине. Трёхполосный флаг использовался на военных кораблях до 1712 года. Потом в качестве военно-морского флага был утверждён уже Андреевский флаг белого цвета с синим «андреевским» крестом.
- В царской России синего цвета была гимназическая одежда у мальчиков из дворянских семей и форменная одежда учителей в гимназиях[22].
- На дорожных знаках стран — участниц Венской конвенции о дорожных знаках и сигналах синий цвет преимущественно используется в качестве фона для предписывающих знаков, указателей, информационных знаков, знаков сервиса и знаков особых предписаний.
- Синим цветом (в противовес красному) обозначают краны и трубы с холодной водой.

## Переводы
Русским словом синий часто передаются иностранные слова (bleu, blue), которые также могут иметь значение голубого. Например, Blue Ridge Mountains обычно переводится как Голубой хребет.
- «Три цвета: Синий» (фр. Trois Couleurs: Bleu) — художественный фильм Кшиштофа Кесьлёвского. Первая часть трилогии «Три цвета».
- «Синяя борода» (фр. La Barbe bleue) — сказка Шарля Перро «Рауль, рыцарь Синяя борода», опубликованная в 1697 г. Сказка сформулировала крылатое выражение, означающее ревнивого мужа, крайне жестоко обращающегося с женой. Несмотря на французское происхождение, это выражение вполне прижилось и в русском народе.
- Синий всадник (нем. Der Blaue Reiter) — объединение немецких экспрессионистов.
- Синяя гвардия (Плава гарда).
- Синий крест (Blue Cross) — ветеринарное общество.
- «Синий лёд» (англ. Blue Ice) — фильм 1992 года.
- Синие маги — персонажи Толкина.
- «Синяя птица» (фр. L'Oiseau bleu) — произведение Метерлинка. Это название стало именем нарицательным, обозначающим недостижимую цель.
- Синий чулок (англ. bluestocking) по отношению к учёной даме восходит к XV веку — когда в Венеции собиралось общество мужчин и женщин, занимающихся изучением наук, синие чулки были их отличительным атрибутом одежды. Этот обычай был позаимствован парижскими интеллектуалами в 1590-х годах. Сам термин возник в Англии в 1750 годах.
- Синий экран смерти (англ. Blue Screen of Death) — название сообщения о критическом сбое в операционных системах Microsoft Windows.
- «Синий цвет» (груз. ცისა ფერს, ლურჯსა ფერს) — стихотворение Николая Бараташвили.
- Синяя Орда — Кок Орда (каз. Көк Орда)
- Японское слово 青い (аои) обозначает весь сине-зелёный спектр, но часто переводится на русский как «синий» или «голубой», за исключением сигнала светофора.